# Anders Mogensen

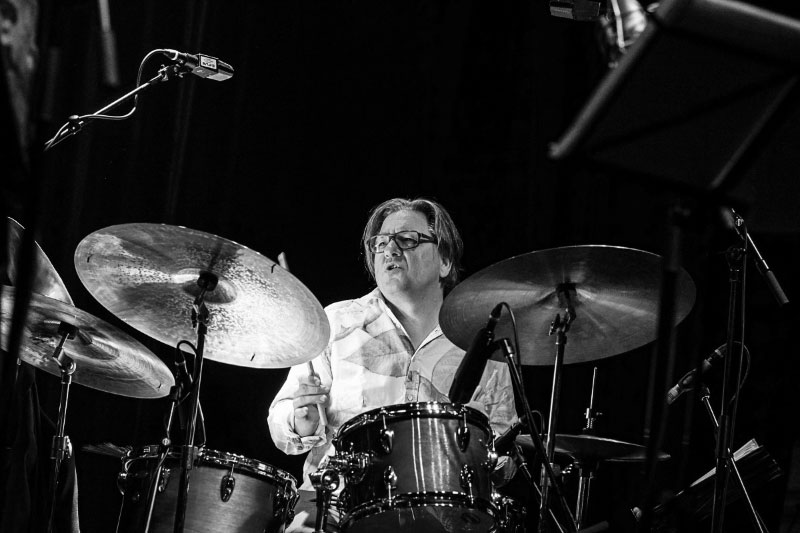
Anders Mogensen
(Aarhus Jazzfestival, 2019)

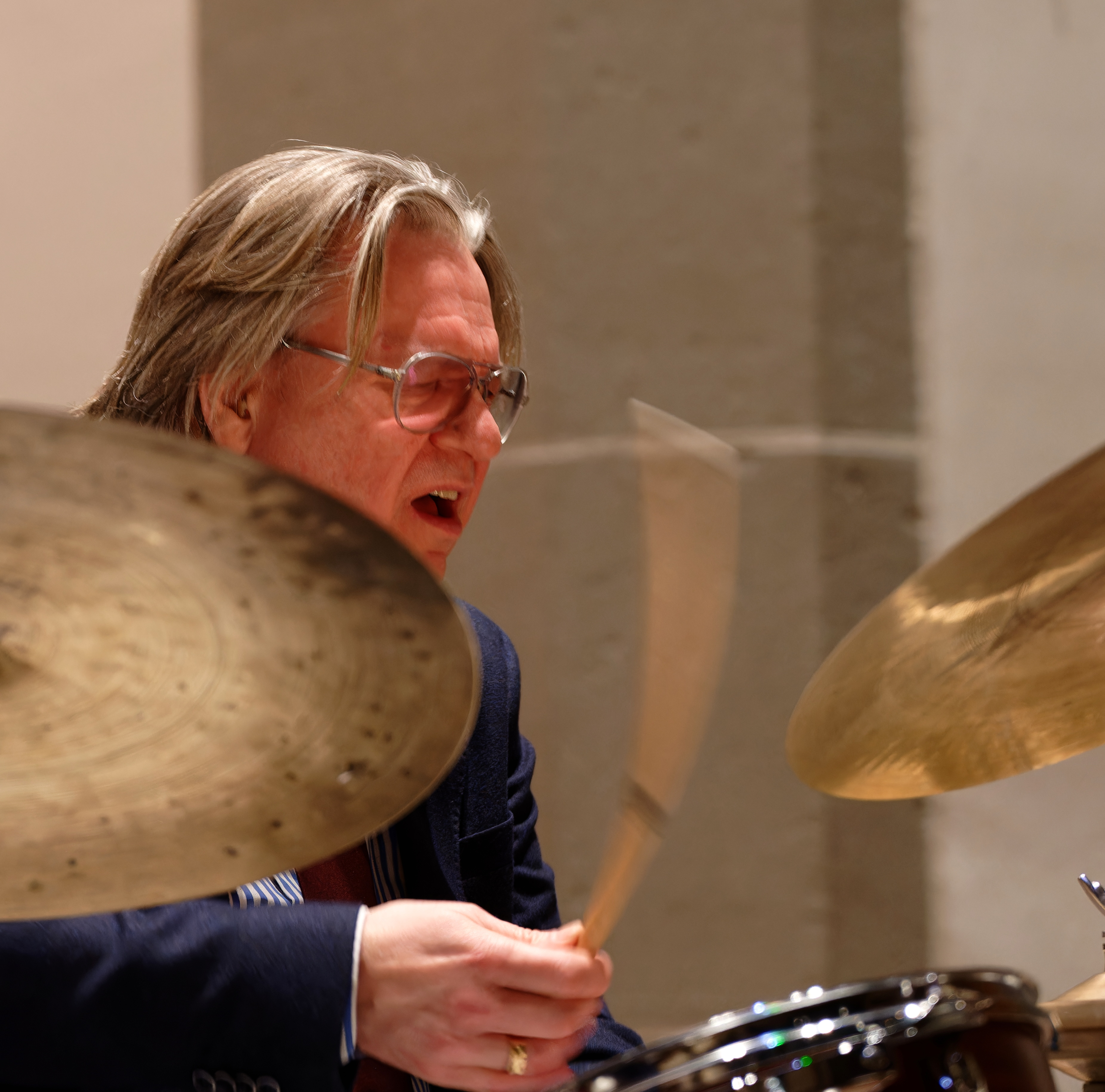
Anders Mogensen mit dem Walt Weiskopf European Quartet in der Stadtkirche Darmstadt am 26. Januar 2024

Anders Mogensen (* 1. Juli 1969 in Holstebro) ist ein dänischer Jazzmusiker (Schlagzeug), der den Jazzstudiengang am Syddansk Musikkonservatorium in Odense leitet.

## Leben und Wirken
Mogensen lernte bereits mit sechs Jahren Schlagzeug; mit zehn Jahren erhielt er auch klassischen Klavierunterricht. Nach der Hochschulreife 1989 studierte er zunächst ab 1990 am Berklee College of Music in Boston, um dann 1996 am Rytmisk Musikkonservatorium seinen Abschluss zu machen. Zusätzlich nahm er privaten Unterricht bei Alex Riel, Bob Moses, Billy Hart, Adam Nussbaum und weiteren Schlagzeugern.
Mogensen gehörte ab 1995 mit Kasper Tranberg, Niclas Knudsen und Nils Davidsen zu When Granny Sleeps; das Quartett legte drei Alben, auch mit David Liebman und mit Ray Anderson, vor. Seit 1996 gehörte er zudem zum Copenhagen Art Ensemble, das Werke von Lotte Anker, Tim Berne, Marilyn Mazur und Ture Larsen interpretierte und auf Tonträgern veröffentlichte.
Unter eigenem Namen erschien 1995 bei Storyville Records sein Debütalbum Taking Off (mit Gary Thomas, Rick Margitza und Ron McClure). Gemeinsam mit Harald Haugaard folgte 2005 das Album Spirit. In den folgenden Jahren arbeitete er mit Tomasz Dąbrowski und Nils Davidsen im Tom Trio (gleichnamiges Album 2012) und in mehreren Projekten mit Jerry Bergonzi und Carl Winther. 2013 folgte sein Album Just Another Day at the Office bei SteepleChase Records. Er ist weiterhin auf Alben mit den Doky Brothers, Jacob Anderskov, Mariane Bitran, Petter Wettre, Søren Bebe oder Walt Weiskopf zu hören. Außerdem arbeitete er auch mit Bob Berg, den Brecker Brothers, Django Bates, Michael Formanek, Steve Swallow, Tim Hagans, Lew Soloff, Marc Johnson, Rudresh Mahanthappa, Ben Monder, George Colligan und Gary Peacock.
Als außerordentlicher Professor für Schlagzeug und Ensemble leitete er seit 1998 den Jazzstudiengang am Fynske Musikkonservatorium/Carl Nielsen Academy of Music in Odense, das im Syddansk Musikkonservatorium aufging.